# Rhodopina okinawensis
Rhodopina okinawensis là một loài bọ cánh cứng trong họ Cerambycidae.